# Гран-при Саудовской Аравии 2022 года
Гран-при Саудовской Аравии 2022 года (официально англ. Formula 1 STC Saudi Arabian Grand Prix 2022) — этап чемпионата мира по автогонкам в классе «Формула-1», который прошёл с 25 по 27 марта 2022 года на трассе Джидда в Саудовской Аравии. Это был второй этап Гран-при Саудовской Аравии и второй этап чемпионата мира Формулы-1 2022 года.
В составе «Астон Мартина» как и на предыдущем этапе, Феттеля заменял Хюлькенберг. Поул выиграл Серхио Перес на Red Bull, опередив Леклера и Сайнса из «Феррари», но из-за неудачи с пит-стопом в гонке не смог удержать этого достижения и стал лишь четвёртым. Судьба победы решилась в борьбе Макса Ферстаппена и Шарля Леклера, в которой победил первый. Третьим стал Карлос Сайнс (мл.), пятым - Расселл. Также очки заработали Окон, Норрис и Магнуссен — второй раз подряд. Льюис Хэмилтон провалил квалификацию и смог прорваться только на 10-е место. Мик Шумахер попал в квалификации в серьёзную аварию и в гонке участия не принял.

## Атака на базу Aramco
Прямо во время первой сессии свободных заездов, 25 марта группа йеменских боевиков нанесла удар по нефтебазе Aramco недалеко от Джидды, города, где прошла гонка. Пламя пожара и чёрный дым были видны прямо с трассы. Взрыв вызвал беспокойство у гонщиков и организаторов, так как гонка была запланирована на воскресенье. В результате вторая свободная тренировка была задержана на 15 минут. Позже организаторы гонки созвали гонщиков и руководителей команд на встречу после свободной тренировки. По слухам, множество гонщиков хотели бойкотировать воскресную гонку, ссылаясь на соображения безопасности. После непродолжительных переговоров организаторы решили, что гонка будет проходить, как и планировалось, и руководитель команды и гонщики согласились провести гонку в воскресенье.

## Свободные заезды
Все три сессии свободных заездов выиграл Леклер из «Феррари», второе время все три раза показал Ферстаппен, а вот третье место досталось в пятницу Боттасу и Сайнсу, а в субботу — Пересу. У нескольких гонщиков возникли технические проблемы, особенно от этого пострадал Магнуссен, потерявший в результате всю пятницу. За исключением небольших контактов с барьерами, аварий также не было.
| Сессия | Лидер        | Конструктор | Ш | Время    | Погода     | Воздух °C | Трасса °C |
| ------ | ------------ | ----------- | - | -------- | ---------- | --------- | --------- |
| 1      | Шарль Леклер | Ferrari     | P | 1:30,772 | Ясно. Сухо | +28…27    | +22       |
| 2      | Шарль Леклер | Ferrari     | P | 1:30,074 | Ясно. Сухо | +21       | +24…23    |
| 3      | Шарль Леклер | Ferrari     | P | 1:29,735 | Ясно. Сухо | +24       | +29…28    |

## Квалификация
Погода:  Ясно. Сухо. Воздух +25 °C, трасса +25…24 °C
В этот уикенд, как и в предыдущий, Хюлькенберг заменял в составе «Астон Мартина» Себастьяна Феттеля — так как тот не успел восстановиться после болезни. Первая сессия оказалась прервана аварией Латифи до того, как кто-либо успел показать результат. Гонщик был отправлен для обследования в больницу, но все оказалось в порядке. Когда наконец результаты были показаны, лучшим оказался Сайнс, Ферстаппен уступил ему менее одной десятой, третьим оказался Леклер. Выбыли же, кроме Латифи, также второй гонщик «Уильямса» Албон, Хюлькенберг, Цунода, из-за технических неполадок не показавший никакого времени, и неожиданно — действующий вице-чемпион Хэмилтон. Последний раз британский гонщик не выходил из первой части квалификации на Гран-при Бразилии 2017 года (то есть более четырёх лет назад).
Во второй части квалификации первым снова стал Сайнс, а вторым на этот раз оказался Леклер. Риккиардо помешал Окону, за что получил штраф в три позиции на старте, а за пять минут до квалификации в серьёзную аварию попал Мик Шумахер. Во время боевой попытки в быстром повороте он потерял контроль над машиной и врезался боком в ничем не защищенный бетонный барьер и автомобиль разломился на две части. Гонщик не смог сразу выбраться из машины, и после оказания помощи был отправлен в больницу. Выяснилось, что травм удалось избежать, но с гонки он был вынужден сняться. Кроме него, в финал квалификации не прошли оба «Макларена», Чжоу и Стролл.
В финале квалификации быстрейшим оказался Перес, на 25 тысячных опередивший Леклера. Окон ошибся там же, где разбил машину Шумахер, но смог избежать аварии. Третьим стал Сайнс, Ферстаппен стал лишь четвёртым. Гонщики «Альпин» стали пятым и седьмым, Магнуссен не смог подняться выше 10-го места — тем не менее второй раз подряд завоевав место в десятке на старте.
Поул Переса стал для него первым и был завоеван в его 215-м Гран-при. Одновременно Мексика стала всего лишь 23-й страной, представителям которой удавалось завоевать поул.
| Место                                           | №  | Гонщик             | Конструктор           | Часть 1     | Часть 2  | Часть 3  | Старт |
| ----------------------------------------------- | -- | ------------------ | --------------------- | ----------- | -------- | -------- | ----- |
| 1                                               | 11 | Серхио Перес       | Red Bull-RBPT         | 1:29,705    | 1:28,924 | 1:28,200 | 1     |
| 2                                               | 16 | Шарль Леклер       | Ferrari               | 1:29,039    | 1:28,780 | 1:28,225 | 2     |
| 3                                               | 55 | Карлос Сайнс (мл.) | Ferrari               | 1:28,855    | 1:28,686 | 1:28,402 | 3     |
| 4                                               | 1  | Макс Ферстаппен    | Red Bull-RBPT         | 1:28,928    | 1:28,945 | 1:28,461 | 4     |
| 5                                               | 31 | Эстебан Окон       | Alpine-Renault        | 1:30,093    | 1:29,584 | 1:29,068 | 5     |
| 6                                               | 63 | Джордж Расселл     | Mercedes              | 1:29,680    | 1:29,618 | 1:29,104 | 6     |
| 7                                               | 14 | Фернандо Алонсо    | Alpine-Renault        | 1:29,978    | 1:29,295 | 1:29,147 | 7     |
| 8                                               | 77 | Валттери Боттас    | Alfa Romeo-Ferrari    | 1:29,683    | 1:29,404 | 1:29,183 | 8     |
| 9                                               | 10 | Пьер Гасли         | AlphaTauri-RBPT       | 1:29,891    | 1:29,418 | 1:29,254 | 9     |
| 10                                              | 20 | Кевин Магнуссен    | Haas-Ferrari          | 1:29,831    | 1:29,546 | 1:29,588 | 10    |
|                                                 |    |                    |                       |             |          |          |       |
| 11                                              | 4  | Ландо Норрис       | McLaren-Mercedes      | 1:29,957    | 1:29,651 |          | 11    |
| 12                                              | 3  | Даниэль Риккардо   | McLaren-Mercedes      | 1:30,009    | 1:29,773 |          | 14    |
| 13                                              | 24 | Чжоу Гуаньюй       | Alfa Romeo-Ferrari    | 1:29,978    | 1:29,819 |          | 12    |
| 14                                              | 47 | Мик Шумахер        | Haas-Ferrari          | 1:30,167    | 1:29,920 |          | —     |
| 15                                              | 18 | Лэнс Стролл        | Aston Martin-Mercedes | 1:30,256    | 1:31,009 |          | 13    |
|                                                 |    |                    |                       |             |          |          |       |
| 16                                              | 44 | Льюис Хэмилтон     | Mercedes              | 1:30,343    |          |          | 15    |
| 17                                              | 23 | Александр Албон    | Williams-Mercedes     | 1:30,492    |          |          | 16    |
| 18                                              | 27 | Нико Хюлькенберг   | Aston Martin-Mercedes | 1:30,543    |          |          | 17    |
| 19                                              | 6  | Николас Латифи     | Williams-Mercedes     | 1:31,817    |          |          | 18    |
| 107 % от времени лидера первой сессии: 1:35,074 |    |                    |                       |             |          |          |       |
| —                                               | 22 | Юки Цунода         | AlphaTauri-RBPT       | Без времени |          |          | 19    |
| Источник:                                       |    |                    |                       |             |          |          |       |

### Комментарии
1. ↑  Даниэль Риккардо оштрафован на три позиции на стартовой решётке за блокировку Эстебана Окона в квалификации
2. ↑  Мик Шумахер не принял участие в гонке из-за аварии в квалификации
3. ↑  Юки Цунода не принял участие в квалификации из-за технических проблем с машиной, но по решению судей он был допущен к участию в гонке

## Гонка
Погода:  Ясно. Сухо. Воздух +25 °C, трасса +28…27 °C
Перед стартом гонки проблемы Юки Цуноды продолжились — на прогревочнном круге его машина остановилась и в гонке он не стартовал. На старте гонки Ферстаппен поднялся на третье место, остальные позиции в лидирующей группе сохранились. Окон пропустил Расселла, затем своего напарника по команде — Алонсо. Поначалу удалось отыграть позицию, но с нарушением правил, и пришлось её вернуть — после чего вмешалось руководство команды, запретившее борьбу, и Окон прекратил атаки — а после и вовсе пропустил ещё и Боттаса. Позади в борьбе с Хюлькенбергом Чжоу заработал штраф в 5 секунд — выехав при обгоне за пределы трассы и не вернув позицию.
На 15-м круге в боксы первым из лидирующей группы заехал Перес — и к его невезению как раз в этот момент разбил машину Латифи, вызвав появление автомобиля безопасности. В результате все остальные гонщики получили преимущество, сэкономив время за счет совершения пит-стопа под пейс-каром. Вдобавок Пересу пришлось вернуть позицию ещё и Сайнсу, так как его он обогнал не по правилам в момент выезда того из боксов, в результате мексиканец оказался только четвёртым. Хэмилтон к этому моменту прорвался уже на 7-е место и боролся с Магнуссеном. Тем временем Чжоу, отбывая во время пит-стопа полученный штраф, из-за недопонимания с командой не отстоял положенные пять секунд, он не был зачтен и в результате китайскому гонщику назначили ещё и проезд по пит-лейн.
В лидирующей паре Ферстаппен пытался приблизиться к Леклеру, но тот всякий раз ускорялся и сохранял отрыв более одной секунды, необходимый для несрабатывания DRS. После 36 кругов сошли последовательно сначала Алонсо, потом Риккиардо и Боттас. Был объявлен режим виртуального пейс-кара, но воспользоваться этим до закрытия пит-лейна смогли только Хюлькенберг и Магнуссен, причем результат это принесло только последнему — он опередил Хэмилтона.
После рестарта Ферстаппен сократил отставание от Леклера и со второй попытки смог его опередить. Леклер попытался взвинтить темп, показав быстрейший круг, но темпа машине не хватило — к тому же разбил машину Албон и пришлось замедлиться из-за желтых флагов.
Ферстаппен победил, вторым остался Леклер, третьим финишировал Сайнс. Перес после многообещающей квалификации остался лишь четвёртым, также очки заработали Окон, Норрис, Гасли и гонщики «Мерседеса», причем Хэмилтон оказался лишь десятым.
| Место                                                                    | С  | +/- | №  | Гонщик             | Конструктор           | Ш | Круги | Время/причина схода   | Скорость | Пит | Типы шин | О    |
| ------------------------------------------------------------------------ | -- | --- | -- | ------------------ | --------------------- | - | ----- | --------------------- | -------- | --- | -------- | ---- |
| 1                                                                        | 4  | ▲3  | 1  | Макс Ферстаппен    | Red Bull-RBPT         | P | 50    | 1:24:19,293           | 219,481  | 1   | MH       | 25   |
| 2                                                                        | 2  | ▬   | 16 | Шарль Леклер       | Ferrari               | P | 50    | +0,549                | 219,457  | 1   | MH       | 18+1 |
| 3                                                                        | 3  | ▬   | 55 | Карлос Сайнс (мл.) | Ferrari               | P | 50    | +8,097                | 219,130  | 1   | MH       | 15   |
| 4                                                                        | 1  | ▼3  | 11 | Серхио Перес       | Red Bull-RBPT         | P | 50    | +10,800               | 219,013  | 1   | MH       | 12   |
| 5                                                                        | 6  | ▲1  | 63 | Джордж Расселл     | Mercedes              | P | 50    | +32,732               | 218,070  | 1   | MH       | 10   |
| 6                                                                        | 5  | ▼1  | 31 | Эстебан Окон       | Alpine-Renault        | P | 50    | +56,017               | 217,077  | 1   | MH       | 8    |
| 7                                                                        | 11 | ▲4  | 4  | Ландо Норрис       | McLaren-Mercedes      | P | 50    | +56,124               | 217,073  | 1   | MH       | 6    |
| 8                                                                        | 9  | ▲1  | 10 | Пьер Гасли         | AlphaTauri-RBPT       | P | 50    | +1:02,946             | 216,784  | 1   | MH       | 4    |
| 9                                                                        | 10 | ▲1  | 20 | Кевин Магнуссен    | Haas-Ferrari          | P | 50    | +1:04,308             | 216,726  | 1   | HM       | 2    |
| 10                                                                       | 15 | ▲5  | 44 | Льюис Хэмилтон     | Mercedes              | P | 50    | +1:13,948             | 216,319  | 1   | HM       | 1    |
| 11                                                                       | 12 | ▲1  | 24 | Чжоу Гуаньюй       | Alfa Romeo-Ferrari    | P | 50    | +1:22,215             | 215,971  | 2   | MH       |      |
| 12                                                                       | 17 | ▲5  | 27 | Нико Хюлькенберг   | Aston Martin-Mercedes | P | 50    | +1:31,742             | 215,572  | 1   | HM       |      |
| 13                                                                       | 13 | ▬   | 18 | Лэнс Стролл        | Aston Martin-Mercedes | P | 49    | +1 круг               | 214,470  | 1   | MH       |      |
| 14                                                                       | 16 | ▲2  | 23 | Александр Албон    | Williams-Mercedes     | P | 47    | Авария                | 215,057  | 1   | MH       |      |
| Сход                                                                     | 8  | ▼7  | 77 | Валттери Боттас    | Alfa Romeo-Ferrari    | P | 36    | Механические проблемы | —        | 2   | MHM      |      |
| Сход                                                                     | 7  | ▼9  | 14 | Фернандо Алонсо    | Alpine-Renault        | P | 35    | Cиловая установка     | —        | 1   | MH       |      |
| Сход                                                                     | 14 | ▼3  | 3  | Даниэль Риккардо   | McLaren-Mercedes      | P | 35    | Cиловая установка     | —        | 1   | MH       |      |
| Сход                                                                     | 18 | ▬   | 6  | Николас Латифи     | Williams-Mercedes     | P | 14    | Авария                | —        | 0   | M        |      |
| НС                                                                       | —  |     | 22 | Юки Цунода         | AlphaTauri-RBPT       | P | 0     | Механические проблемы | —        | —   |          |      |
| НС                                                                       |    |     | 47 | Мик Шумахер        | Haas-Ferrari          | P |       | Авария в квалификации | —        | —   |          |      |
| Быстрый круг: Шарль Леклер (Ferrari) — 1:31,634, поставлен на 48-м круге |    |     |    |                    |                       |   |       |                       |          |     |          |      |
| Источник:                                                                |    |     |    |                    |                       |   |       |                       |          |     |          |      |

### Комментарии
1. ↑  Александр Албон не финишировал, но был классифицирован, так как проехал более 90 % дистанции
2. ↑  Юки Цунода не стартовал в гонке из-за механических неполадок
3. ↑  Мик Шумахер не принял участие в гонке из-за аварии в квалификации

## Положение в чемпионате после Гран-при
За счет второго подряд попадания на подиум Леклер упрочил свое преимущество до 12 очков, а Сайнс — до 8. На третье место вышел Ферстаппен, сумев не только финишировать, но и победить. Преимущество «Феррари» выросло до 40 очков, а вот к «Мерседесу» вплотную подобрался «Ред Булл». «Альпин» опередил «Хаас» и «Альфа Ромео».
| Место                                       | +/- | Гонщик             | Очки |
| ------------------------------------------- | --- | ------------------ | ---- |
| 1                                           | ▬   | Шарль Леклер       | 45   |
| 2                                           | ▬   | Карлос Сайнс (мл.) | 33   |
| 3                                           | ▲16 | Макс Ферстаппен    | 25   |
| 4                                           | ▬   | Джордж Расселл     | 22   |
| 5                                           | ▼2  | Льюис Хэмилтон     | 16   |
| Источник: официальный сайт ФИА (Результаты) |     |                    |      |

| Место                                       | +/- | Конструктор    | Очки |
| ------------------------------------------- | --- | -------------- | ---- |
| 1                                           | ▬   | Ferrari        | 78   |
| 2                                           | ▬   | Mercedes       | 38   |
| 3                                           | ▲7  | Red Bull-RBPT  | 37   |
| 4                                           | ▲1  | Alpine-Renault | 16   |
| 5                                           | ▼2  | Haas-Ferrari   | 12   |
| Источник: официальный сайт ФИА (Результаты) |     |                |      |